# Beynat
Beynat is een gemeente in het Franse departement Corrèze (regio Nouvelle-Aquitaine). De plaats maakt deel uit van het arrondissement Brive-la-Gaillarde. Beynat telde op 1 januari 2022 1.281 inwoners.

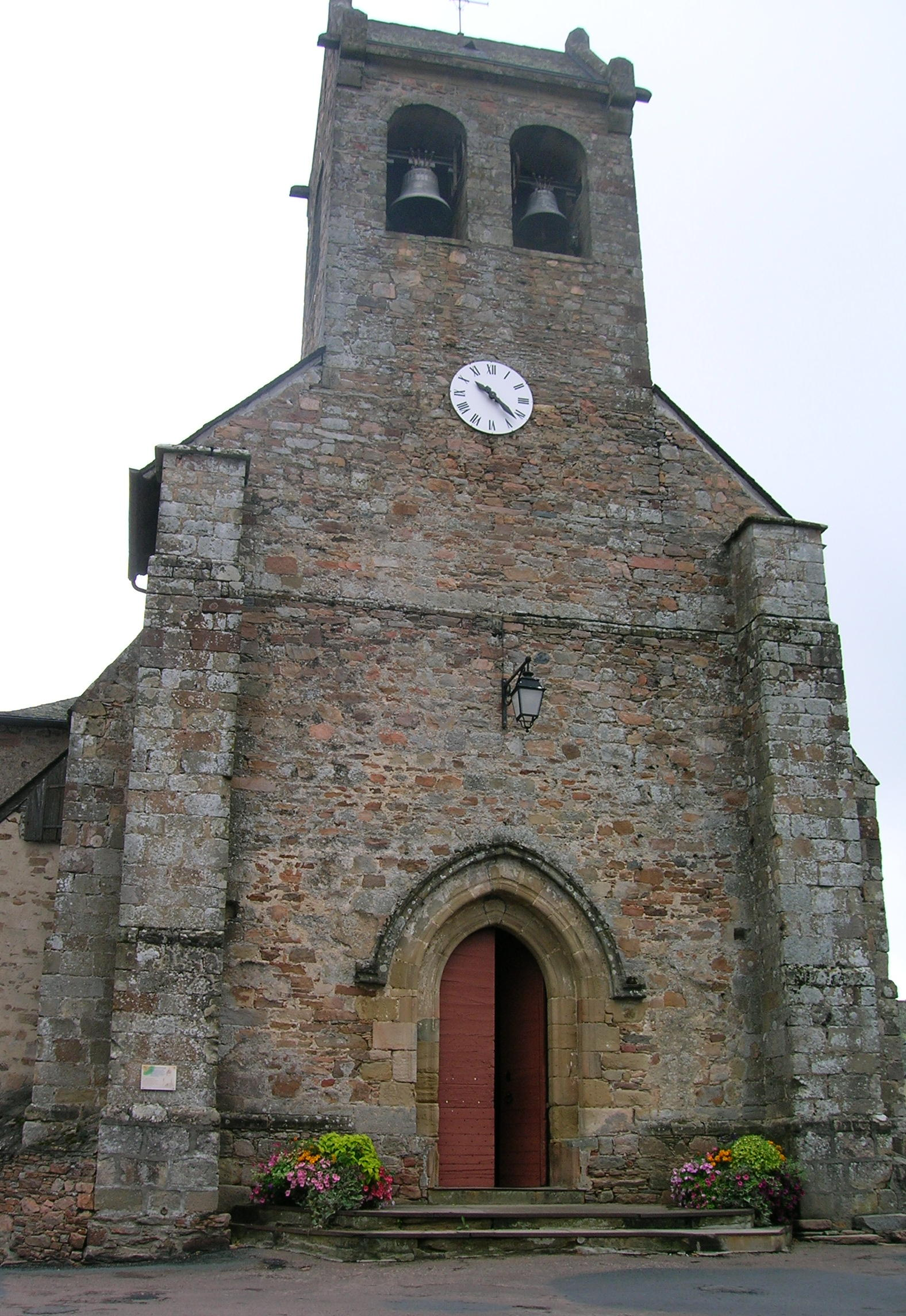
Kerk
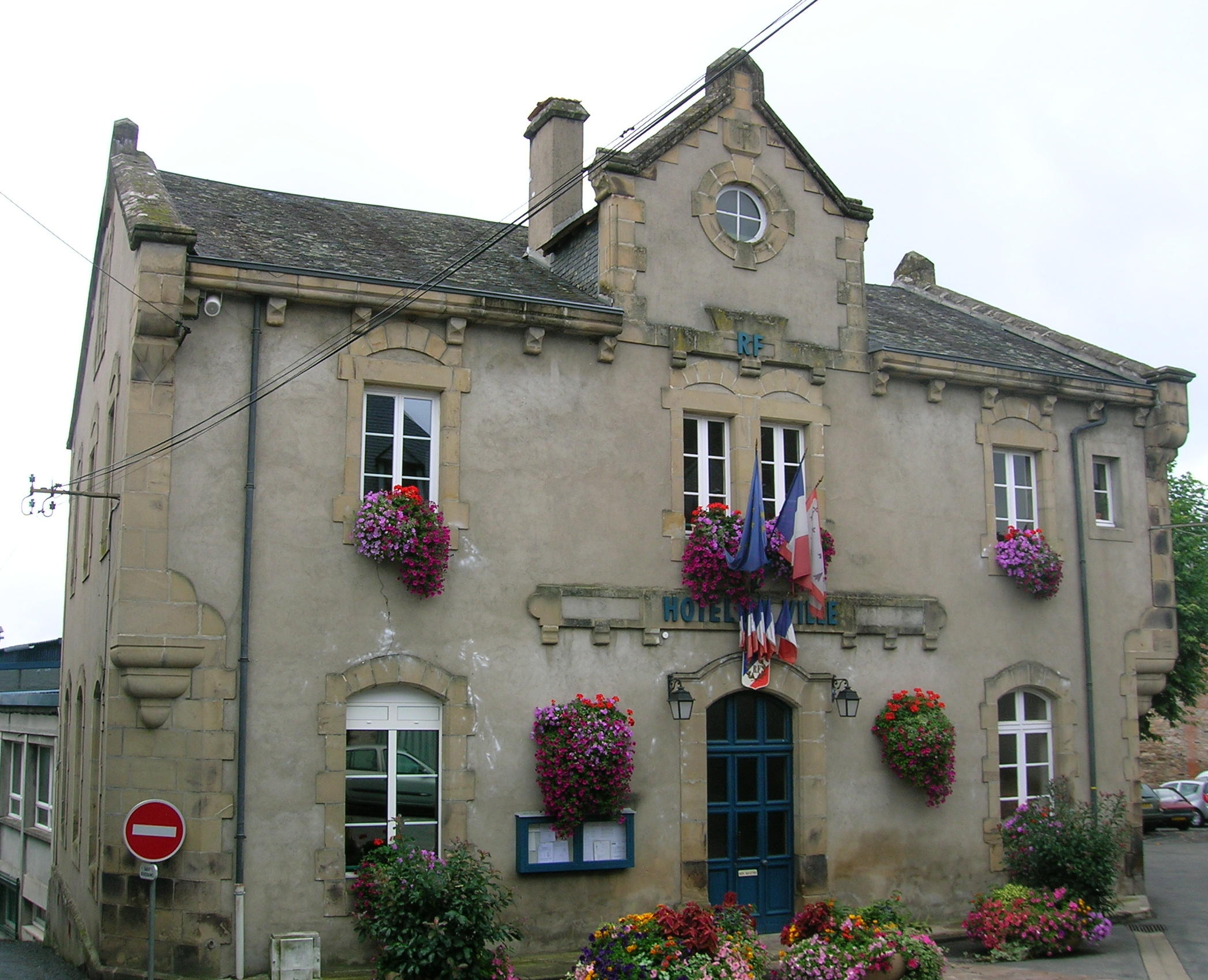
Gemeentehuis

## Geografie
De oppervlakte van Beynat bedroeg op 1 januari 2022 34,84 vierkante kilometer; de bevolkingsdichtheid was toen 36,8 inwoners per km².
De onderstaande kaart toont de ligging van Beynat met de belangrijkste infrastructuur en aangrenzende gemeenten.

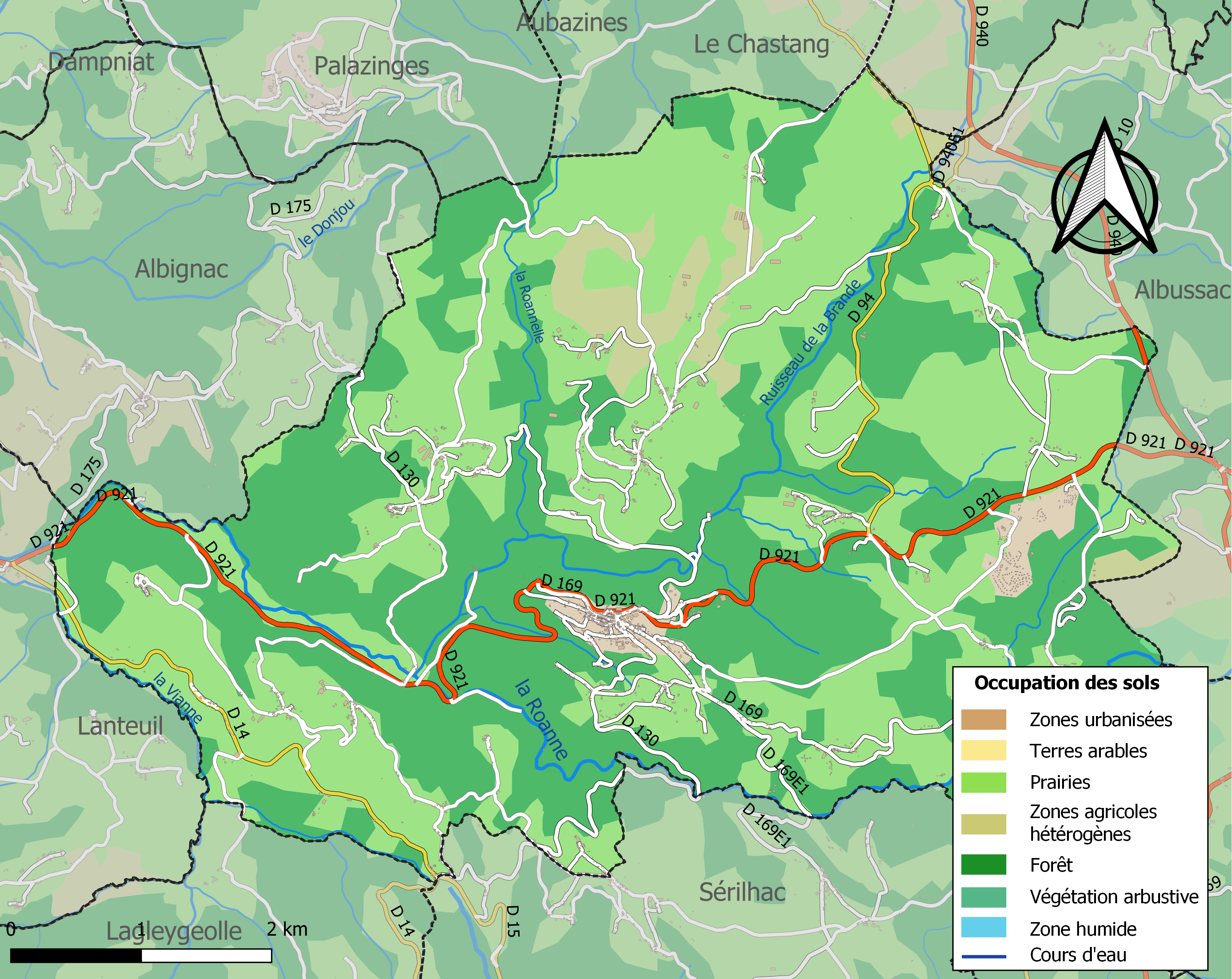

## Demografie
Onderstaande figuur toont het verloop van het inwonertal (bron: INSEE-tellingen).